# Frauenkirche (Meißen)

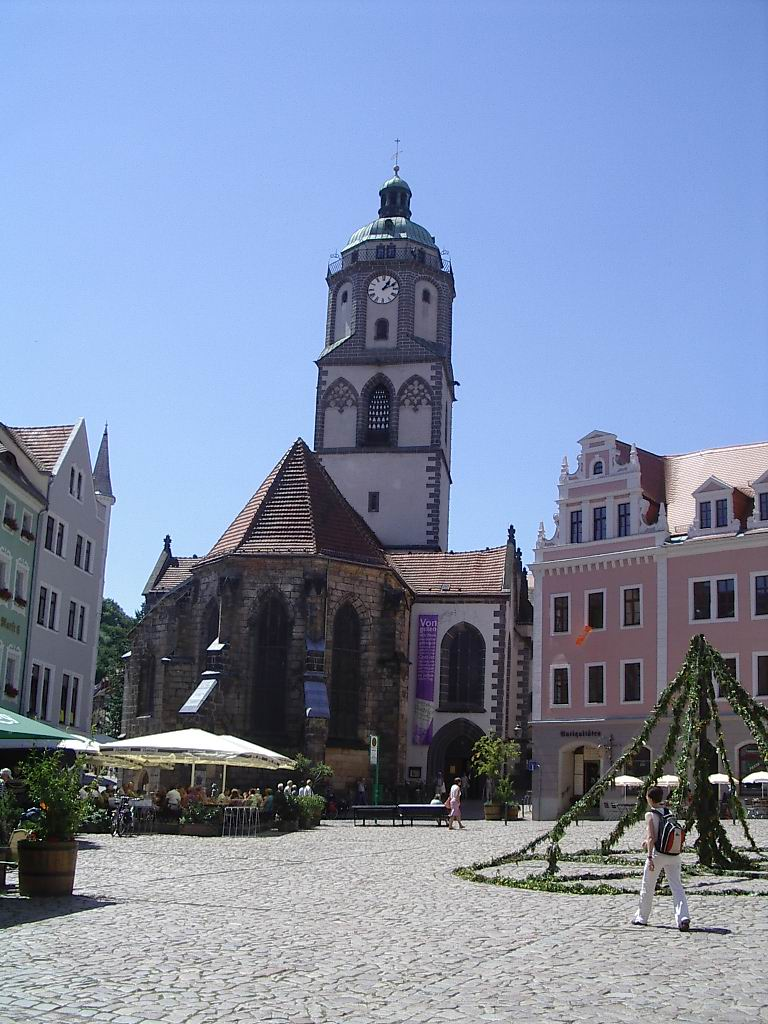
Der Meißener Marktplatz mit der Frauenkirche

Die evangelische Frauenkirche in der Altstadt von Meißen ist eine spätgotische Hallenkirche. Sie gehört zur Gemeinde St. Afra Meißen im Kirchenbezirk Meißen-Großenhain der Evangelisch-Lutherischen Landeskirche Sachsens.

## Geschichte

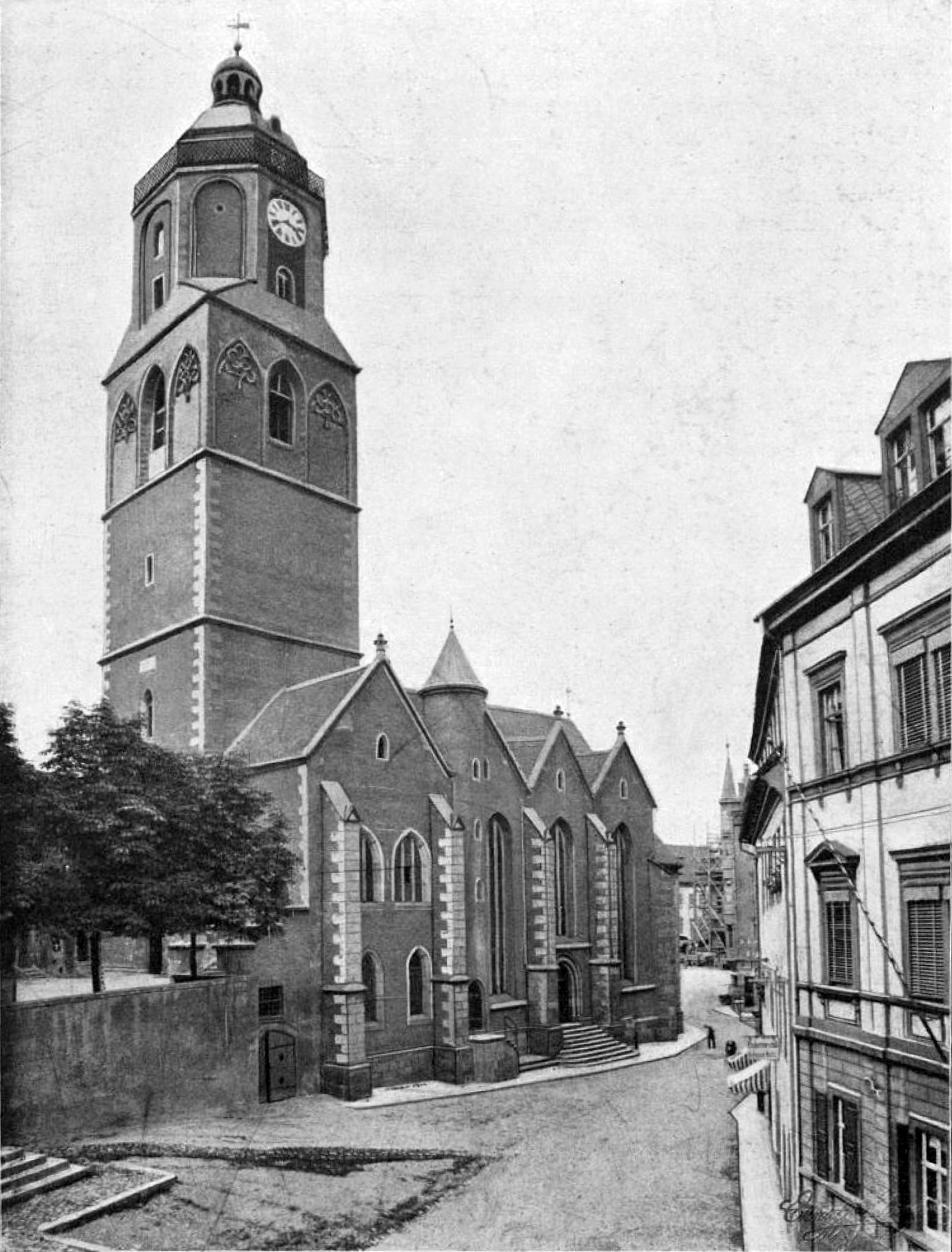
Frauenkirche um 1900

Erstmals wurde die Kirche 1205 in einer Urkunde Bischof Dietrichs II. von Meißen als Kapelle der Heiligen Maria am Markt erwähnt. Etwa 100 Jahre später trat der Name Kapelle unserer lieben Frauen St. Marien oder Frauenkirche hervor. Die Kirche war dem Augustiner-Chorherrenstift St. Afra unterstellt. Die Afrakirche war die erste Pfarrkirche der Stadt und des Umlandes. Das Gotteshaus am Markt entwickelte sich zur Bürgerkirche und erhielt 1457 das Taufrecht. Nach zerstörerischen Stadtbränden entstand in der Zeit um 1450 bis 1520 ein neuer repräsentativer Bau als spätgotische Hallenkirche. 1547 wurde die Turmspitze durch Blitzschlag zerstört. Danach erhielt der Turm seinen achteckigen Aufsatz und 1549 den vergoldeten Turmknopf mit Wetterfahne.
Im Kircheninneren erfolgten unter Leitung von Christian Friedrich Arnold in den Jahren 1883 bis 1884 umfangreiche Erneuerungen (Regotisierung). Aus dieser Zeit stammen auch die drei farbigen Fenster im Chorraum, geschaffen von Wilhelm Walther (Gestalter des Fürstenzuges in Dresden). Die im Ersten Weltkrieg verlorenen Glocken wurden 1924 durch das Bochumer Gussstahlgeläut ersetzt. In den Jahren 1878–1983 wurden der Außenputz und die Farbfassung des Inneren erneuert, wobei ein Kompromiss zwischen der Polychromie des 15. Jahrhunderts und der Fassung des 19. Jahrhunderts gesucht wurde. Im Jahr 1994 erfolgte eine Stabilisierung des gotischen Dachstuhls mit Hilfe einer Verspannung aus Karbonfasermaterial.

## Architektur
Die Kirche ist ein verputzter Steinbau, der Chor besteht aus Sandsteinquadern. Die dreischiffige Hallenkirche besteht aus dem kurzen dreijochigen Schiff und einem Chor mit Fünfachtelschluss. Strebepfeiler stützen das auf ansteigendem Gelände erbaute Gebäude, die des Chores sind teilweise mit Durchbrüchen versehen. Das Bauwerk ist mit einem einheitlichen Satteldach mit jeweils drei Zwerchdächern über den Seitenschiffen gedeckt. Ein massiger Westturm mit reichen Maßwerkblenden entstammt in den unteren Geschossen der Frühgotik, das abschließende quadratische Geschoss ist spätgotisch, trägt einen achteckigen Aufsatz von 1547 mit einem breiten Umgang und wird mit einer Haube mit Laterne abgeschlossen.
Das Innere wird durch die schlanken Achteckpfeiler und die Parallelrippengewölbe nach dem Vorbild des Veitsdoms in Prag geprägt. Der Chor ist mit reichem Sterngewölbe abgeschlossen. In der Südwand des Chores ist eine Sakramentsnische mit Sandsteingewände eingelassen. Südlich des Chores ist die Sakristei angebaut, darüber öffnet sich die Sängerempore mit einem halben Sterngewölbe zum Chor. Die um 1540 südlich des Turms angebaute zweijochige Kapelle ist mit einem Glasgemälde eines Meißner Porzellanmalers aus der Zeit um 1845 versehen.

## Ausstattung

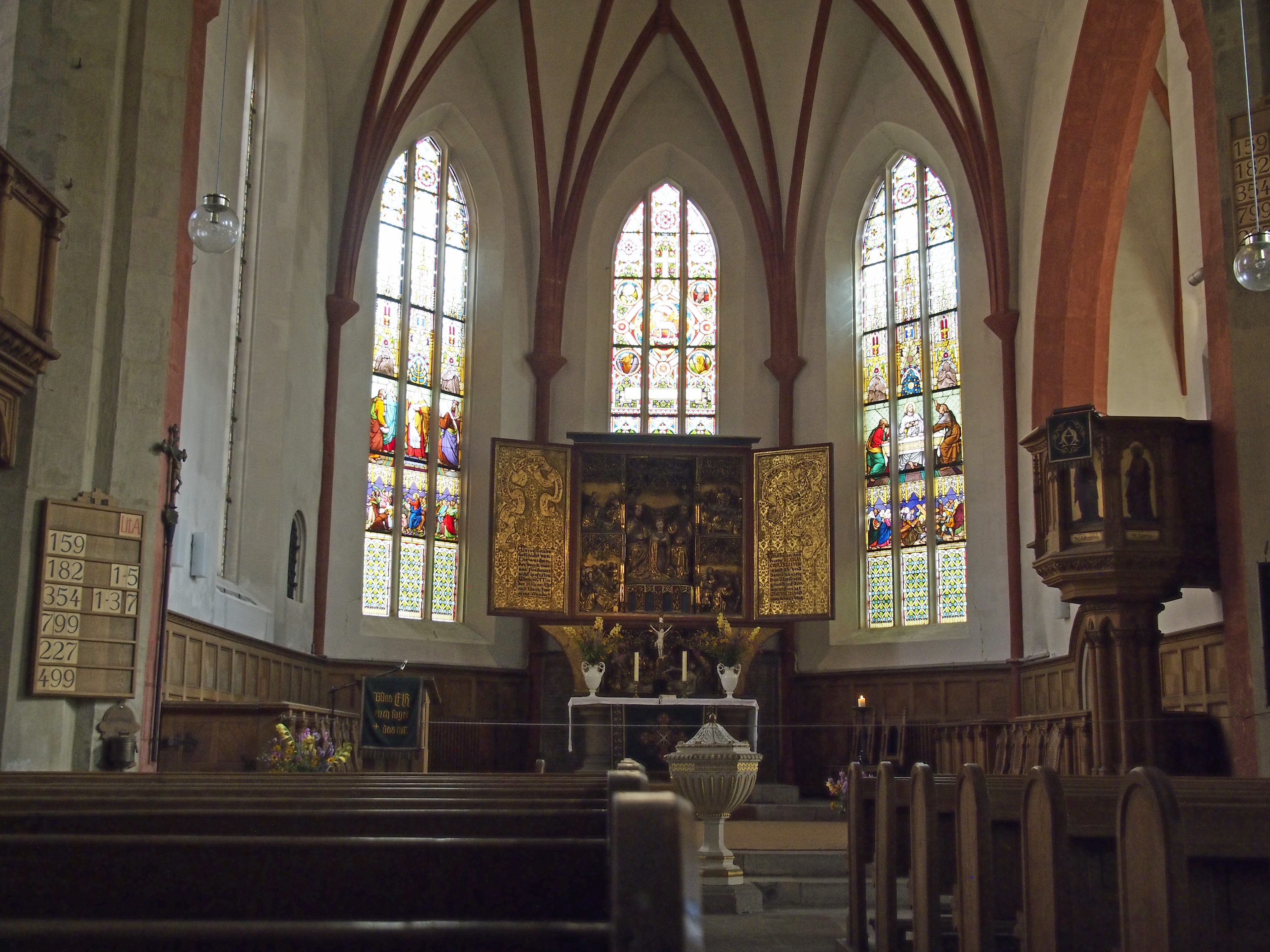
Innenraum mit Altar

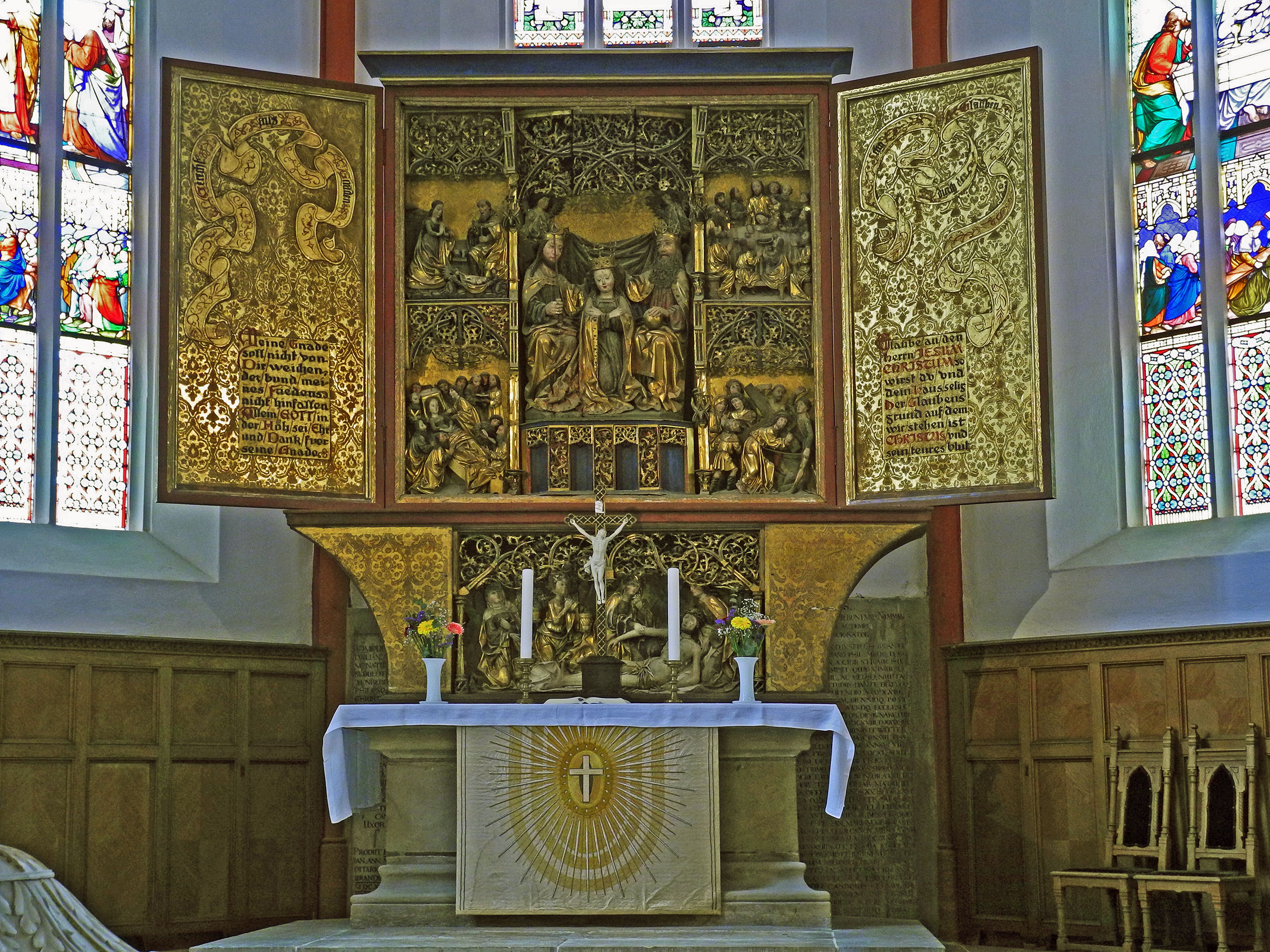
Schnitzaltar

Aus der Zeit um 1500 stammt der prachtvolle Schnitzaltar, dessen verlorengegangene Seitenflügel im Jahr 1929 ergänzt und mit Spruchbändern versehen wurden. Die Predella zeigt die Grablegung Christi, im Mittelschrein ist die Marienkrönung dargestellt, zu beiden Seiten sind Szenen aus dem Leben der Maria und Christi dargestellt.
An der Ostwand des Südschiffes befindet sich der gemalte spätgotische Flügelaltar aus der Zeit um 1480, der aus der Nikolaikirche stammt. Er stellt die Beweinung Christi dar. In der südlichen Seitenkapelle befindet sich das ehemalige Gemälde des Hauptaltars, das sich in den Jahren 1848–1929 dort befand, mit der Darstellung des Guten Hirten.
Zahlreiche Epitaphien aus dem 15. und 16. Jahrhundert ergänzen die Ausstattung. Darunter befinden sich ein Tafelbild der Kreuzigung für Hans Schauwaldt († 1496) sowie ein Tafelbild der Cranach-Schule für Bürgermeister Waldklinger († 1548) und Frau († 1564), das in drei Zonen die Stifterfamilie und Adam und Eva neben der Kreuzigungsszene sowie das Jüngste Gericht zeigt. Eine Sandsteinplatte für den Domvikar Johann Kölbinger († 1532) stellt Christus mit einem knienden Geistlichen unter einer Bogenarchitektur dar und wird Christoph Walther I zugeschrieben. Eine Schrifttafel mit einem Architekturrahmen aus Ölstuckmasse wurde für Anna Kommerstedt geb. von Beschwitz († 1536) gesetzt und stellt auf dem Sockel Johannes den Täufer und das Lamm Gottes mit der Siegesfahne, flankiert von den Wappen derer von Kommerstedt und von Beschwitz dar.
Vor dem Portal steht ein steinerner Opferstock, der nach der Mitte des 15. Jahrhunderts datiert wird.

## Orgel

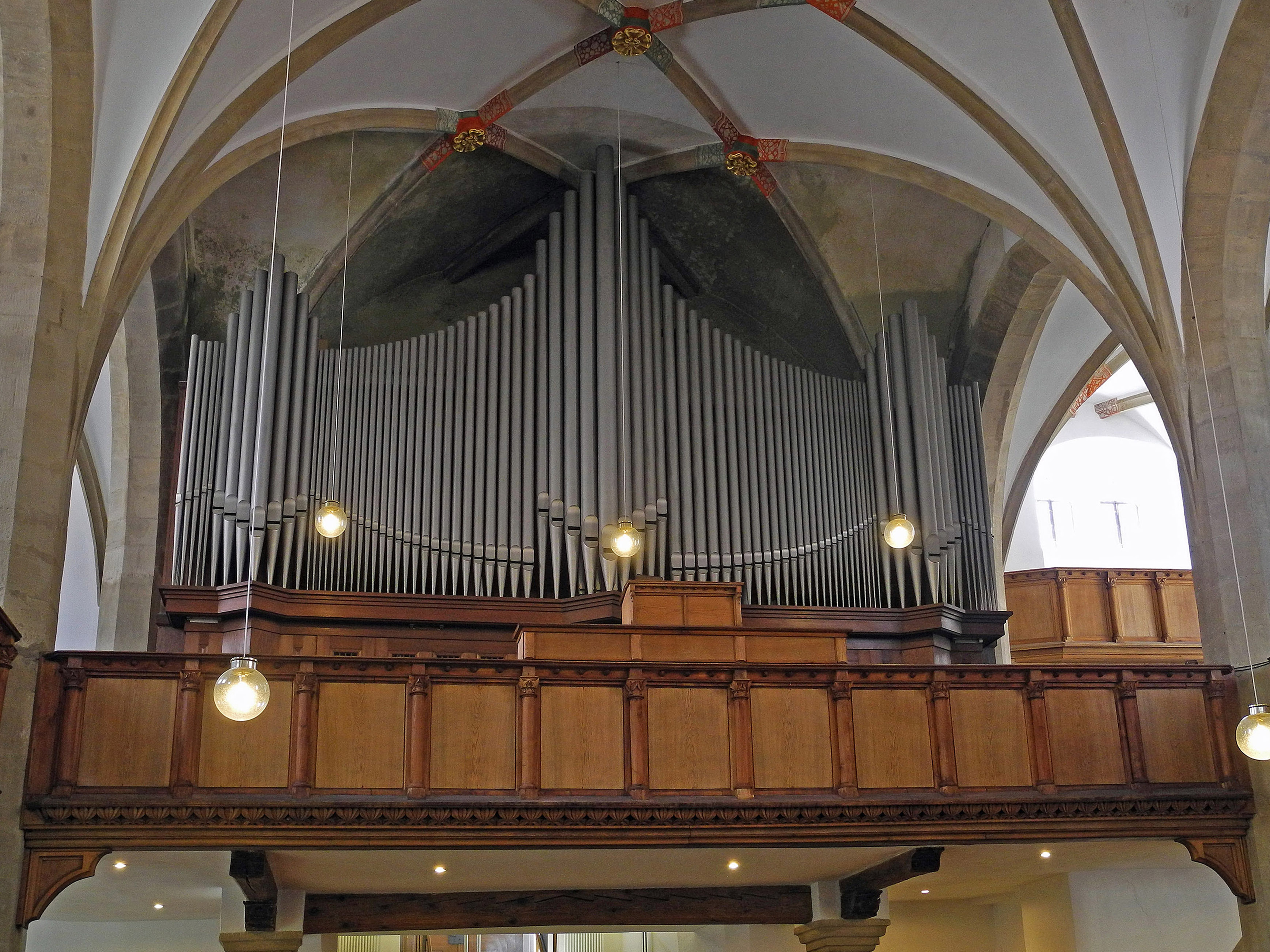
Jehmlich-Orgel (1929–1937)

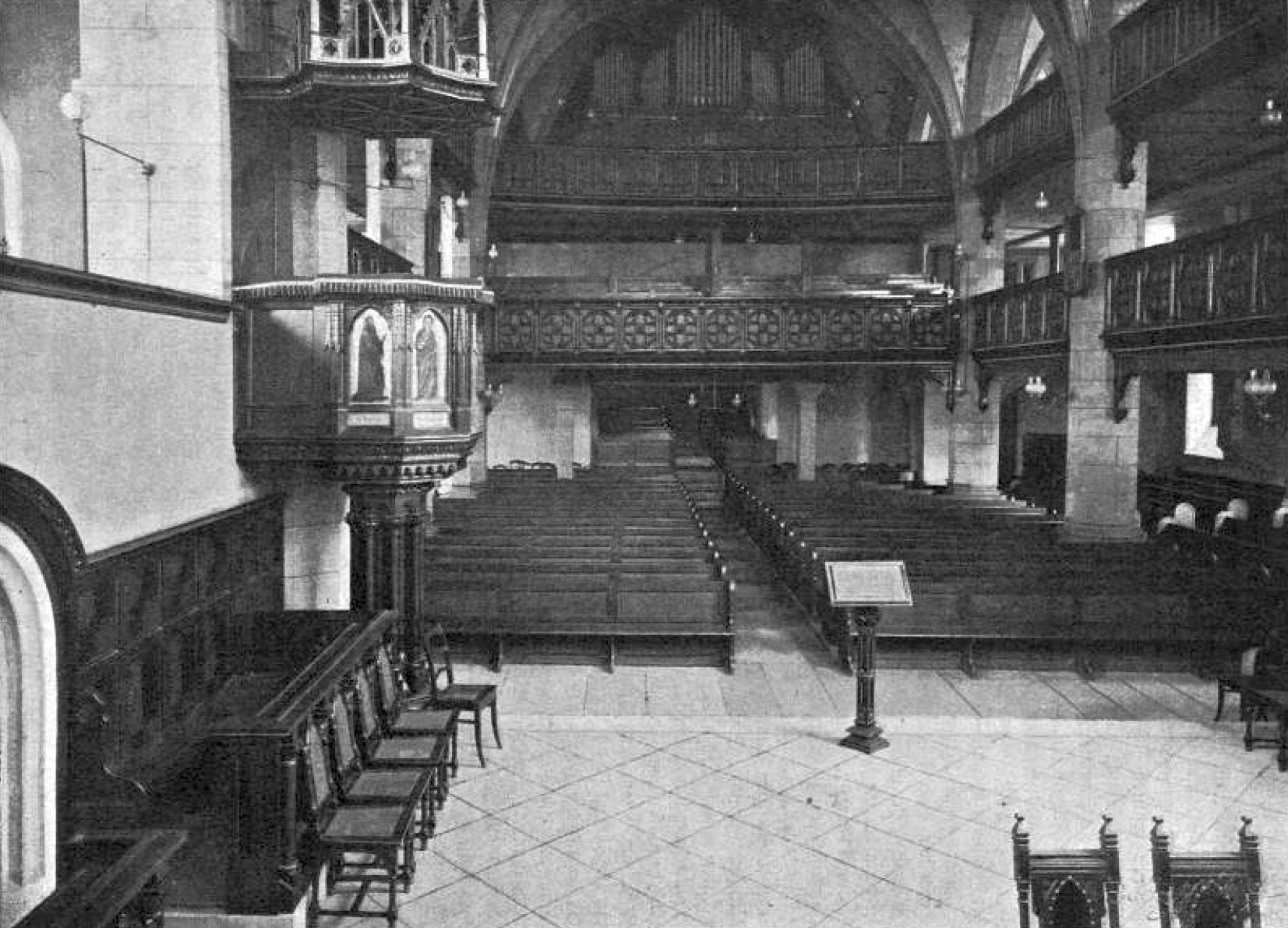
Kirchenschiff mit Orgel um 1900

Die Orgel mit 56 Registern auf drei Manualen und Pedal und Freipfeifenprospekt ist ein Werk der Firma Jehmlich Orgelbau Dresden aus den Jahren 1929/1930. Aus dem Vorgängerinstrument wurden elf Register übernommen. Im Jahr 1937 folgte durch Jehmlich eine Erweiterung und Umdisponierung. Weitere Umbauten erfolgten in der Nachkriegszeit. Insgesamt verfügt die Orgel über 3798 Pfeifen.
Das Instrument erwies sich in den vergangenen Jahrzehnten infolge Verschmutzung und Anobienbefalls zunehmend als störanfällig, sodass es ab den 1970er Jahren nur noch eingeschränkt spielbar war und ein Neubau in Betracht gezogen wurde. Aus der Vorgängerorgel sind vier Register von Christoph Donati (1665/1666) und Johann Christian Kayser (1810) erhalten sowie je ein Register von Andreas Pfützner (1838) und Julius Jahn (1883), von Johann Gottlieb Tamitius (1719/1720) nur noch Einzelpfeifen. Das Instrument wurde 2015 unter Denkmalschutz gestellt und 2017–2021 durch die Erbauerfirma restauriert und der Zustand von 1937 rekonstruiert. Die Wiedereinweihung erfolgte im Mai 2021, eine Erweiterung um ein Register erfolgte im Jahr 2025. Die Orgel besitzt Kegelladen, pneumatische Traktur und einen freistehenden Spieltisch. Die Disposition lautet wie folgt:
| I. Manual C–a3  |        |
| Bordun          | 16′    |
| Principal       | 08′    |
| Singend Gedackt | 08′    |
| Rohrflöte       | 08′    |
| Viola d’amour   | 08′    |
| Rohrquinte      | 5 1⁄3′ |
| Octave          | 04′    |
| Bachflöte       | 04′    |
| Nachthorn       | 04′    |
| Quinte          | 2 ⁄3′  |
| Octave          | 02′    |
| Schwiegel       | 01′    |
| Cornett III–IV  |        |
| Mixtur IV       |        |
| Cymbel III      |        |
| Trompete        | 08′    |

| II. Manual C–a3       |       |
| Quintadena            | 16′   |
| Italienisch Prinzipal | 08′   |
| Spitzflöte            | 08′   |
| Quintadena            | 08′   |
| Prestant              | 04′   |
| Gemshorn              | 04′   |
| Gedackt               | 04′   |
| Piccolo               | 02′   |
| Superquinte           | 1 ⁄3′ |
| Septime               | 1 ⁄7′ |
| Sifflöte              | 01′   |
| None                  | 8⁄9′  |
| Mixtur IV             |       |
| Singend Regal         | 08′   |
| Porzellanflöte (2025) | 8′    |

| III. Manual (schwellbar) C–a3 |        |
| Lieblich Gedackt              | 16′    |
| Geigenprincipal               | 08′    |
| Gedackt                       | 08′    |
| Salicional                    | 08′    |
| Portunalflöte                 | 08′    |
| Aeoline                       | 08′    |
| Vox coelestis ab c0           | 08′    |
| Principal                     | 04′    |
| Blockflöte                    | 04′    |
| Rohrflöte                     | 04′    |
| Nasat                         | 2 ⁄3′  |
| Waldflöte                     | 02′    |
| Terz                          | 1 3⁄5′ |
| Scharff V                     |        |
| Krummhorn                     | 08′    |

| Pedal C–f1       |         |
| Principal        | 16′     |
| Violonbaß        | 16′     |
| Subbaß           | 16′     |
| Gedacktbaß (Tr.) | 16′     |
| Quintbaß         | 10 2⁄3′ |
| Octavbaß         | 08′     |
| Baßflöte         | 08′     |
| Violoncello      | 08′     |
| Octavbaß         | 04′     |
| Flachflöte       | 02′     |
| Posaune          | 16′     |
| Sordun (Tr.)     | 08′     |
| Clarine          | 04′     |

- Koppeln:
  - Normalkoppen: II/I, III/I, III/II, I/P, II/P, III/P
  - Superoktavkoppeln: II/I, III/II, III/III
  - Suboktavkoppeln: II/I, III/II
  - Pedaltenorkoppel III/P, Generalkoppel
- Spielhilfen: 3 freie Kombinationen, 3 feste Kombinationen (mf, f, ff), Pedalumschaltung, Druckregister ab, Crescendo ab, Rohrwerke ab, Walze

In einem zweiten Bauabschnitt wurde 2025 ein neues Register aus Meißner Porzellan hinzugefügt und elektrisch an die Lade des II. Manuals angeschlossen. Es besteht aus 12 Holzpfeifen, 9 Zinnpfeifen, und 37 Porzellanpfeifen. Die Registerwippe für diese einzigartige Stimme wurde eigens von der Meissener Porzellanmanufaktur gestiftet und dort angefertigt. Das Porzellanregister ist dem II. Manual als Rückpositiv zugeordnet und somit in die Emporenbrüstung integriert. Der Meißener Ocarinafabrik Freyer & Sohn war es Ende des 19. Jahrhunderts erstmals gelungen, Orgelpfeifen aus Porzellan herzustellen.

## Porzellanglockenspiel

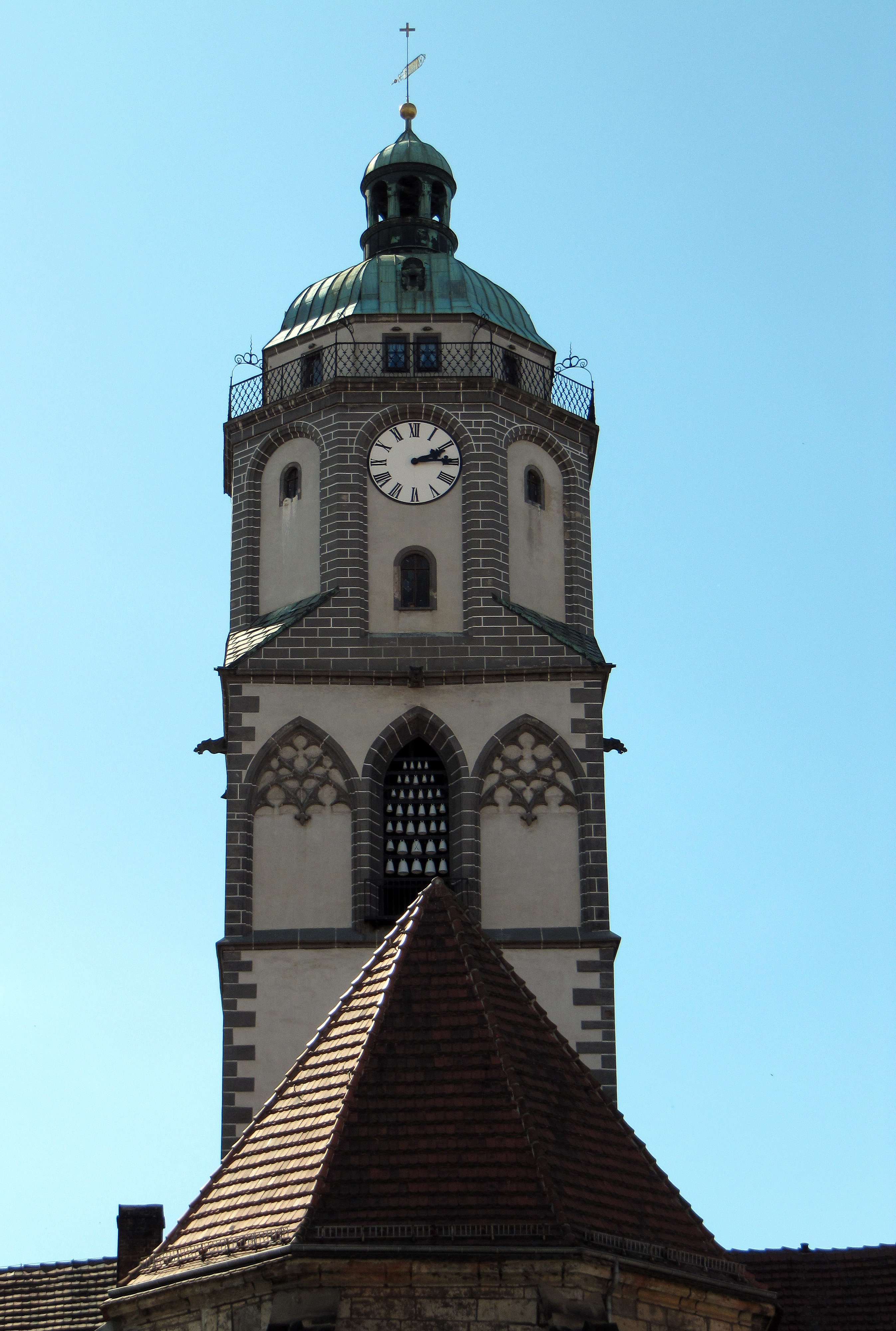
Turm der Frauenkirche mit Glockenspiel

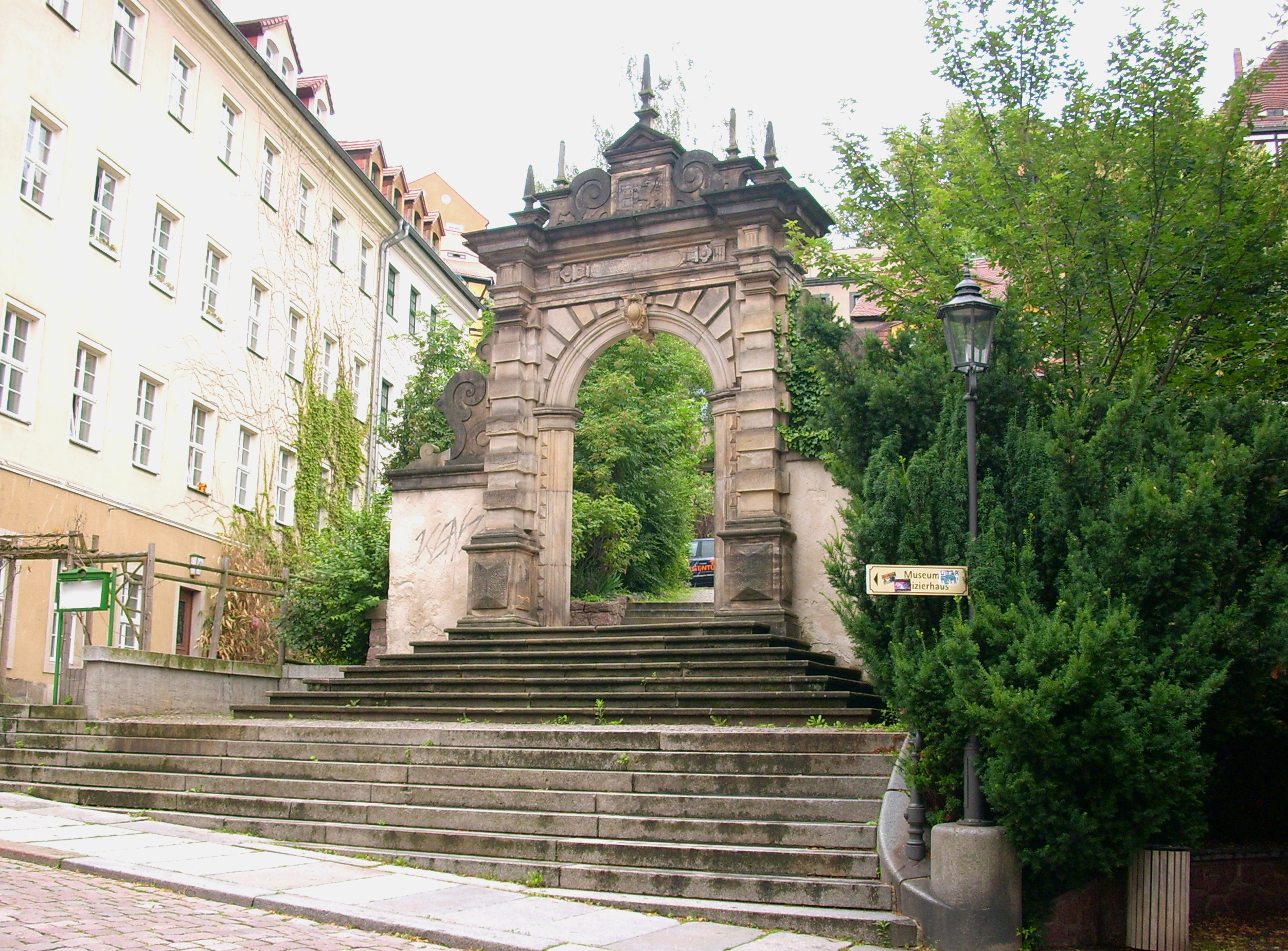
Tuchmachertor

Im Turm wurde im Jahr 1929 anlässlich der 1000-Jahr-Feier von Meißen das erste stimmbare und somit auch spielbare Porzellanglockenspiel der Welt installiert. Es erklang erstmals am 1. Juni 1929 gegen Mittag. Eine erfolgreiche Glockenprobe gab es schon im März 1929.
Bereits im Jahre 1926 erhielt Emil Paul Börner vom damaligen Generaldirektor der Staatlichen Porzellanmanufaktur Meißen Max Adolf Pfeiffer, den Auftrag ein Porzellanglockenspiel zu entwickeln, um es anlässlich der Jahrtausendfeier der Stadt Meißen in den Turm der Frauenkirche am Markt einzubauen. Die Anschlag-Mechanik stellten die Firma Bernhard Zachariä aus Leipzig und der Turmuhrenfabrikant Eugen Hörz aus Ulm her. Die einzelnen Porzellanglocken wurden damals vom Porzellanmaler Hermann Dietze gestimmt, welcher auch ein ausgebildeter Musiker war.
Nach einer umfangreichen Restaurierung von 2002 bis 2004 spielt es wieder sechsmal täglich Choräle.
Das Porzellanglockenspiel besteht aus 37 Glocken und ertönt heute täglich zu folgenden Zeiten:
- 6:30 Uhr: Wachet auf, ruft uns die Stimme
- 8:30 Uhr: Großer Gott, wir loben dich
- 11:30 Uhr: Die Himmel rühmen des Ewigen Ehre
- 14:30 Uhr: Wir treten zum Beten
- 17:30 Uhr: Ein feste Burg ist unser Gott
- 20:30 Uhr: Lobe den Herren, den mächtigen König

Früher gab es andere feste Spielzeiten und das Glockenspiel ertönte bereits um 6:00 Uhr. Bis 1971 ertönte auch um 12:00 Uhr „Lobe den Herren, den mächtigen König“. Außer den Chorälen wird jede Viertelstunde mit einem Porzellanglocken-Westminsterschlag als Vorspiel zum jeweiligen Glockenschlag eingeläutet.
Das Glockenspiel kann über einen Spieltisch mit Klaviatur oder über eine Stiftwalze gespielt werden.

## Umgebung
Unmittelbar benachbart steht das aufwändige Tuchmachertor aus Sandstein, das um 1600 von der Tuchmacherinnung gestiftet wurde. Es besteht aus einem Rundbogen zwischen zwei toskanischen Pilastern mit einem Triglyphengesims. Seitlich sind kräftige Anschwünge aufgestellt, die früher auf der Mauer des Kirchhofs auflagen. Als Bekrönung befindet sich eine Inschrifttafel mit Spitzverdachung und einem Obelisken darüber; im Schlussstein ist das Innungswappen zu finden. 

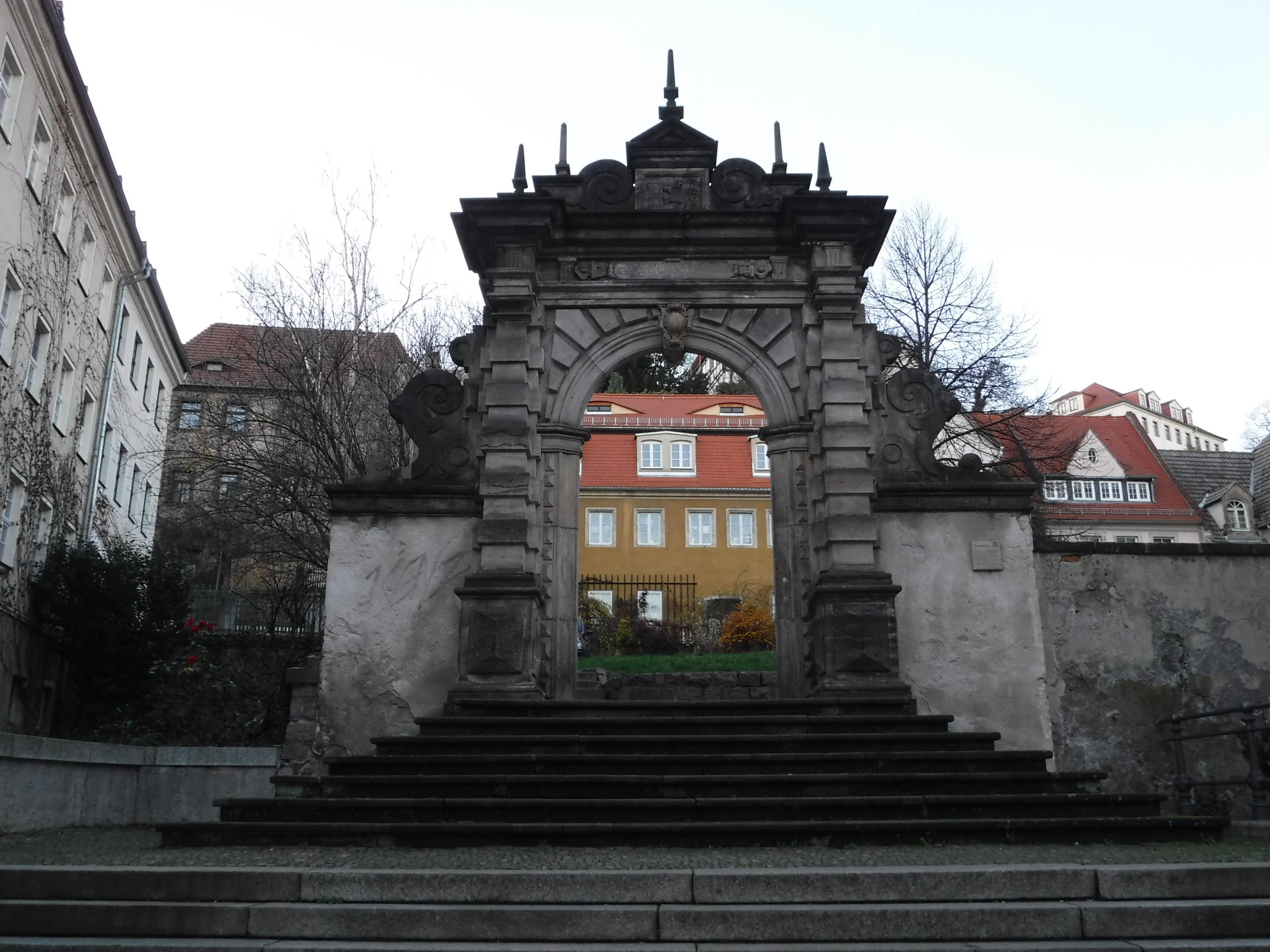
Tuchmachertor in Meißen

Es ist jedoch nicht das Original, welches 1614 im Auftrag der Tuchmacherzunft errichtet wurde und ursprüngliche auch an einem anderen Platz stand. Es sollte auch einen Eingang für den Meißner Stadtfriedhof direkt hinter der Frauenkirche darstellen. Die Nachbildung ist ein Werk des Dresdner Bildhauer Christian Hempel von 1954–56. Der Friedhof wurde verlegt, womit seine Funktion verloren ging. Es ist ein wichtiges Denkmal der Renaissance in der Stadt Meißen.
Das Original wurde 1956 ins Stadtmuseum gebracht und eine Kopie neben der Kirche aufgestellt.